# Faléa
Faléa est une localité et une commune rurale malienne, chef-lieu d'arrondissement dans le cercle de Kéniéba et la région de Kayes.

## Géographie
La localité de Faléa est située sur la route nationale RN 2 à 94 km au sud du chef-lieu de cercle Kéniéba. La commune rurale s'étend en rive gauche de la rivière Falémé, qui la sépare au nord et nord-est des communes limitrophes de Kéniéba, Dabia et Faraba, elle est frontalière de la Guinée au sud et du Sénégal au nord-ouest.
| Médina Baffé  | Kéniéba        | Dabia     |
| Balaki        | Faléa          | Faraba    |
| Gadha-Woundou | Fello Koundoua | Gagnakali |

## Situation
La commune de Faléa compte 21 villages. Elle est située dans l’Ouest du Mali et frontalière de la Guinée et du Sénégal. La population est estimée à 17 000 habitants. En majorité jeune (plus de la moitié entre 15 et 40 ans) et féminine (à environ 62 %), elle se répartit entre les ethnies dialonké, malinké, peul et diakhanké.

## Villages
La commune s'étend sur 19 localités relevées lors du recensement général de 2009. 
Les villages les plus peuplés sont :
- Faléa (3 168 habitants)
- Kondoya (2 234 habitants)
- Siribaya (1 788 habitants)

En 2023, la loi 2023-007 attribue à la commune 20 villages, fractions ou quartiers  :
- Faléa
- Ilimalo
- Siribaya
- Kambaya
- Foulaguiné
- Kally
- Nertendé
- Kofoulabé
- Koumassi
- Sitadina
- Soléa
- Konissaya
- Kondoya
- Mangalabé
- Farindinia
- Bassara
- Darsalam
- Simbaracouré
- Foudenta
- Heramadina

## Politique
Le conseil communal de la commune rurale de Faléa est dissout le 5 février 2025.

## Prospection de l'uranium
Dans les années 1970, la multinationale française Cogema — devenue plus tard Areva — a découvert à Faléa des gisements d’uranium, de cuivre et de bauxite. En 2007 le gouvernement malien a conclu un accord avec la société canadienne Delta Exploration, rachetée peu après par la société d'exploration Rockgate Capital Corp. (RCT), en vue d'une future exploitation de ces matières premières. Les clauses du contrat ne sont pas publiques. Ni le conseil des Sages de Faléa, ni le conseil municipal « moderne » — instauré depuis 1995 — ni la population n’ont été officiellement informés ou consultés.
Depuis 2009, l’entreprise canadienne Rockgate a fait plus de 400 sondages exploratoires d’une profondeur variant entre 100 et 300 mètres en vue d’exploiter une mine d’uranium. Aucune étude d’impact n’a été réalisée, or les forages entrainent une pollution radioactive au radon et une remontée d’eau contaminée. Un puits approvisionnant plus d’un millier de personnes ayant été pollué, plusieurs vaches en sont mortes et la population doit maintenant parcourir plusieurs kilomètres pour aller chercher de l’eau.
Depuis la accident nucléaire de Fukushima en mars 2011, la chute du prix du yellowcake (concentré d'uranium) a ralenti la course à l'uranium. La société Rockgate Capital Corp de Toronto (Canada) a été absorbée à 100 % par Denison Mines au mois de janvier 2014,.

### Résistances contre les sociétés minières
Depuis juin 2013 la commune de Faléa est connue également par un certain nombre de parlementaires européens. Une exposition d'une semaine a informé sur la situation de ce village dans un hall central du parlement européen.

## Terrain d'aviation
Un terrain d'aviation est créé dans les années 1970 par la Cogema. Aucune sécurisation du site n'a été prévue par la société française. Deux accidents d'avions ont eu lieu, dont un touchant l'école de Faléa. La piste peut être traversée par la population, l'alerte d'un atterrissage ne se faisant que par le bruit de l'avion se rapprochant de la piste.

## Lien
Plan de sécurité alimentaire - Commune rurale de Falea - 2007-2011, Reliefweb.